# Байчуровское сельское поселение
Байчуровское се́льское поселе́ние — муниципальное образование в Поворинском районе Воронежской области Российской Федерации.
Административный центр — село Байчурово.

## История
Статус и границы сельского поселения установлены Законом Воронежской области от 12 ноября 2004 года № 75-ОЗ «Об установлении границ, наделении соответствующим статусом, определении административных центров муниципальных образований Поворинского района, образовании в его составе муниципального образования - городского поселения».

## Население
| 2010  | 2012  | 2013  | 2014  | 2015  | 2016  | 2017  |
| ----- | ----- | ----- | ----- | ----- | ----- | ----- |
| 1998  | ↘1949 | ↘1915 | ↘1881 | ↘1855 | ↘1837 | ↘1822 |
| 2018  |       |       |       |       |       |       |
| ↘1818 |       |       |       |       |       |       |

## Состав сельского поселения
| № | Населённый пункт | Тип населённого пункта | Население |
| - | ---------------- | ---------------------- | --------- |
| 1 | Байчурово        | село                   | ↘1577     |
| 2 | Взаимопомощь     | посёлок                | 24        |
| 3 | Каменка          | село                   | 397       |

## Местное самоуправление
Главы администрации
- Овчинников Всеволод Владимирович[11]
- Бунин Евгений Петрович
- Конева Елена Николаевна